# Uasila'a Heleta
Uasila'a Heleta, né le 27 février 1987, est un footballeur international samoan-américain. Il porte les couleurs de son pays à 15 reprises. Il joue pour un des clubs de la capitale, les Pago Youth.